# 正義 (塔羅牌)

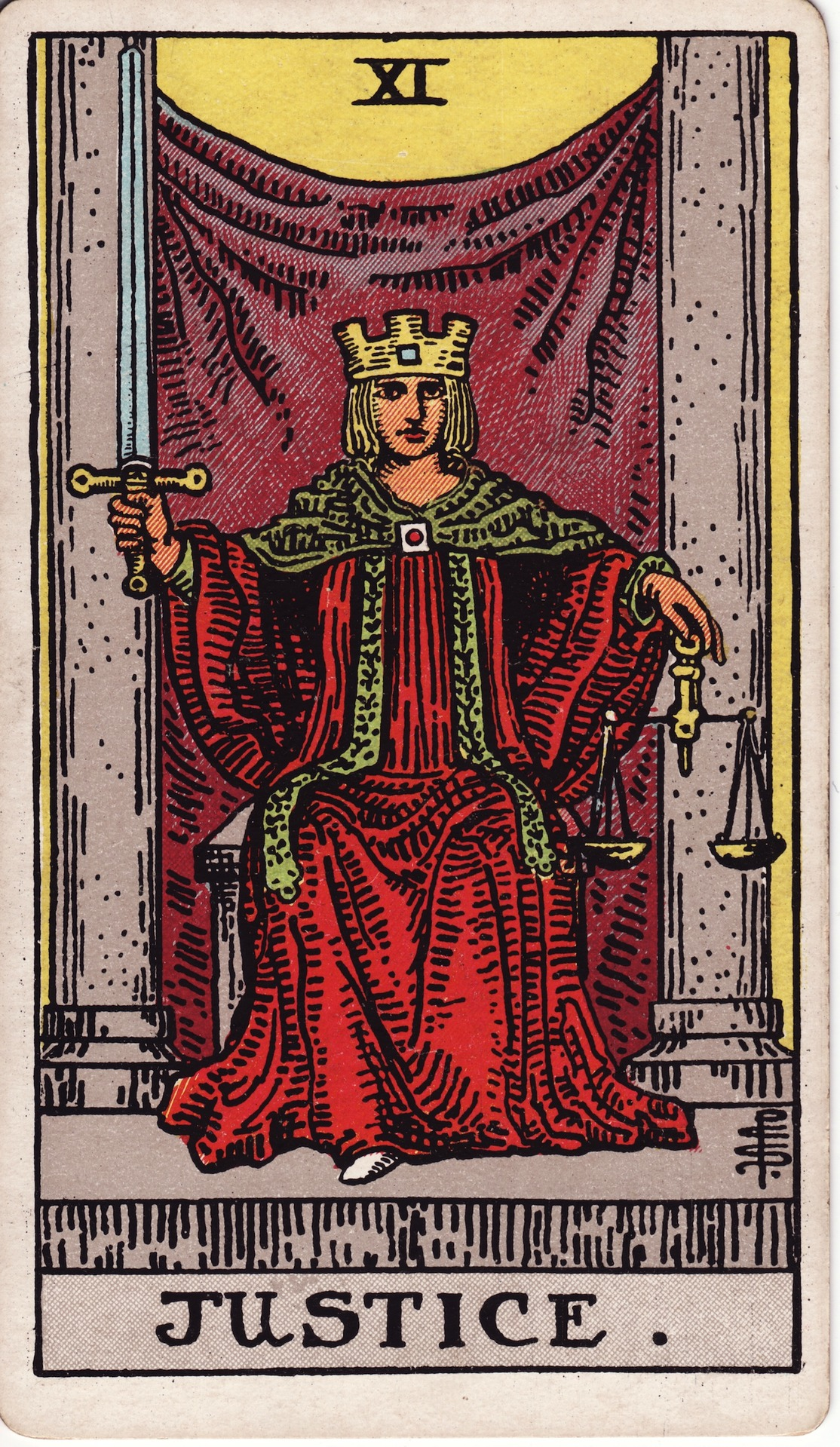
萊德·偉特塔羅牌中的正义（XI）

正义（英語：Justice）是一张大阿卡纳塔罗牌，根据不同的牌组，编号可以是VIII或XI 。这张牌可用于游戏和占卜。

## 牌面
正义牌作为塔罗牌组的一员，出现在早期的塔罗牌中，如马赛塔罗牌。它是塔罗牌大阿卡纳的一部分，尽管有些牌组模式不同，但通常作为第VIII张牌紧随战车牌之后。正义美德与大阿卡纳中的另外两个主要美德：节制和力量相伴。
牌面上的人物左手拿着一个由黄金制成的天平，象征着平衡的决策。 

## 牌義
根据愛德華·偉特于1910年出版的《塔罗牌图解钥匙》一书，正义牌具有几个占卜组合： 
正位牌義
公平、公正、廉洁、执行力；法律中应得一方的胜利。
逆位牌義
涉及各个法律部门、法律纠纷、偏执、偏见、过度严厉。
在占星术中，正义牌与金星和天秤座星座相关联。 

## 编号

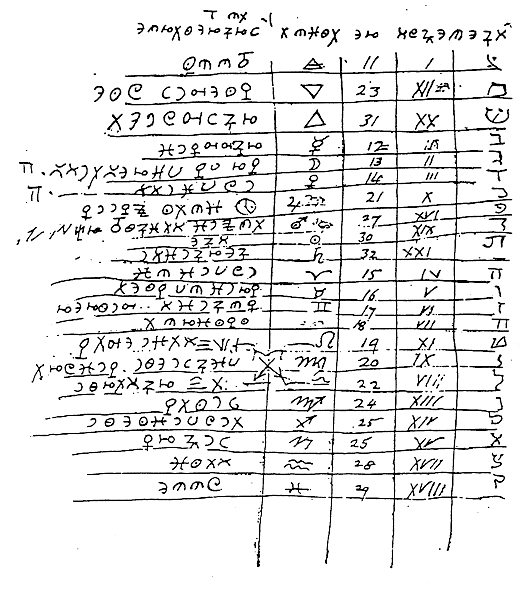
《密码手稿》的第32页暗示力量牌和正义牌之间的编号交换。

传统上，正义通常是第八张牌，而力量牌是第十一张牌。然而有影响力的莱德-韦特-史密斯牌组为了更好地配合黃金黎明協會的占星对应关系，将这两张牌的位置进行交换。其中第八张牌与狮子座相关联，第十一张牌与天秤座相关联。最初交换是在神秘的《密码手稿》中提出的，该手稿构成金色黎明关于塔罗牌和其他主题的教学基础。如今许多占卜用的塔罗牌组都采用这种编号方式，特别是在英语世界中。

## 文化影響
在漫画《JoJo的奇妙冒险：星塵鬥士》中，角色的力量（也称为“替身”）以塔罗牌命名。正义的“替身”由次要反派角色恩雅持有。